# (22132) Merkley
(22132) Merkley (2000 UD21) – planetoida z pasa głównego asteroid okrążająca Słońce w ciągu 5,05 lat w średniej odległości 2,94 j.a. Odkryta 24 października 2000 roku.